# Year of the Gentleman
 (août 2008).
Si vous disposez d'ouvrages ou d'articles de référence ou si vous connaissez des sites web de qualité traitant du thème abordé ici, merci de compléter l'article en donnant les références utiles à sa vérifiabilité et en les liant à la section « Notes et références ».
Albums de Ne-Yo
Because of You
(2007) Libra Scale
(2010)
Year of the Gentleman est le 3e album studio de Ne-Yo. Cet album est sorti le 16 septembre 2008.

## Singles
Le premier single, Closer, est sortie le 15 avril 2008.
Le deuxième single, Miss Independent, est sortie le 2 septembre 2008.
Mad, son troisième single est sorti le 17 novembre 2008 et Part of the List le 7 avril 2009.

## Featurings
Ne-Yo avait annoncé plusieurs featurings, notamment avec Jay-Z, Rihanna, T.I., Lil Wayne, Kanye West, Chris Brown, Fabolous, et d'autres chanteurs, mais il a finalement décidé de n'en inclure aucun.

## Pistes
1. Closer
2. Nobody
3. Single
4. Mad
5. Miss Independent
6. Why Does She Stay
7. Fade Into the Background
8. So You Can Cry
9. Part of the List
10. Back to What You Know
11. Lie to Me
12. Stop This World

## Dates de sortie
| Pays       | Date               | Label   |
| ---------- | ------------------ | ------- |
| Angleterre | 15 septembre, 2008 | Mercury |
| États-Unis | 16 septembre, 2008 | Def Jam |
| France     | 15 septembre, 2008 |         |

## Certifications
| Pays                    | Certification | Unités certifiées |
| ----------------------- | ------------- | ----------------- |
| Canada (Music Canada)   | Or            | 40 000            |
| États-Unis (RIAA)       | Platine       | 1 000 000         |
| Nouvelle-Zélande (RMNZ) | Or            | 7 500             |
| Royaume-Uni (BPI)       | 2 × Platine   | 600 000           |